# Anija (obec)
Obec Anija (estonsky Anija vald) je samosprávná obec náležející do estonského kraje Harjumaa.

## Obyvatelstvo
Obec Anija má přibližně šest tisíc obyvatel, z nichž více než třetina žije ve městě Kehra a zbytek v městečku Aegviidu a 31 vesnicích Aavere, Alavere, Anija, Arava, Härmakosu, Kaunissaare, Kehra, Kihmla, Kuusemäe, Lehtmetsa, Lilli, Linnakse, Looküla, Lükati, Mustjõe, Paasiku, Parila, Partsaare, Pikva, Pillapalu, Rasivere, Raudoja, Rooküla, Salumetsa, Salumäe, Soodla, Uuearu, Vetla, Vikipalu, Voose a Ülejõe. Správním centrem obce je město Kehra.